# 禮下站
禮下站（：／ Yeha yeok */?）曾經为韩国铁路晋三线上的一座鐵路站，位于庆尚南道晋州市井村面禮下里，已于1974年废止。

## 历史
- 1966年2月21日，落成使用[1]。
- 1974年12月5日，停止使用[2]。